# Netelia antefurcalis
Netelia antefurcalis är en stekelart som först beskrevs av Gyöö Viktor Szépligeti 1908.  Netelia antefurcalis ingår i släktet Netelia och familjen brokparasitsteklar. Inga underarter finns listade i Catalogue of Life.